# Audi RS7
|  | Sammenskrivningsforslag Artiklen Audi RS7 er foreslået føjet ind i Audi A7. (Siden juli 2016) Diskutér forslaget |

Audi RS7 er en femdørs hatchback udgave af Audis populære RS6 Avant og blev introduceret ved Detroit Motor Show i 2013. Audi annoncerede den 22 oktober, 2015 deres RS7 performance model, som er en kraftigere version af deres RS7 Sportback.
Motoren er i Sportback-modellen en 4,0-liters TFSI V8, som producerer 560 hk (412 kW) og 700 Nm, hvor performance modellen producerer 605 hk (445 kW) og 750 Nm.

## Fodnoter
1. ↑  Audi RS7 Sportback review, autocar.co.uk.
2. ↑  Audi unveils the 305km/h RS7 Sportback Arkiveret 16. august 2016 hos  Wayback Machine, executivestyle.com.